# Moušeł IV Mamikonian
Pour les articles homonymes, voir Moušeł Mamikonian.
Moušeł IV Mamikonian (en arménien Մուշեղ Դ Մամիկոնյան) ou Mouschel III Mamikonian est un prince d'Arménie de la famille Mamikonian, en 654. Cette époque est celle du début de la domination par les Arabes de l'Arménie.

## Filiation
Sa filiation n'est pas mentionnée par les documents contemporains. Cyril Toumanoff et Christian Settipani le considèrent comme fils du sparapet Moušeł III Mamikonian,. Partant du principe que les Arméniens ne donnent pas à un enfant le prénom de ses parents vivants, Christian Settipani le pense posthume, mais cela signifierait qu'il serait âgé de douze ans lorsqu'il devient sparapet et de seize ans lorsqu'il devient prince d'Arménie.

## Biographie
Après la chute de l'Empire sassanide, conquis par les Arabes, les Arméniens, vassaux des Sassanides, se rapprochent de l'Empire byzantin pour mieux résister aux raids arabes. L'empereur Constant II nomme Théodoros Rechtouni comme prince d'Arménie en 643, mais les Arméniens sont rapidement déçus par Byzance qui, d'une part, ne les aide que faiblement contre les Arabes et, d'autre part, cherche à mettre fin au schisme arménien par la conversion forcée. Théodoros Rechtouni rejette la suzeraineté byzantine et se rapproche des Arabes et fait emprisonner les envoyés byzantins.
Constant II envahit l'Arménie, contraignant Théodoros à la fuite, et nomme à sa place le sparapet Moušeł IV Mamikonian, qui devient ainsi prince d'Arménie. Après le départ de l'armée byzantine, Théodoros Rechtouni reçoit un contingent de sept mille Arabes, reprend le contrôle de l'Arménie et redevient prince.
Parmi les partisans de Théodoros Rechtouni figurait Hamazasp IV Mamikonian, oncle probable de Moušeł. Une allusion de Sébéos laisse entendre qu'il y avait alors parmi les Mamikonian un grécophile et un arabophile, mais que les deux princes surent vivre globalement en bonne intelligence. Moušeł se rallie en 656 aux Arabes, leur laissant ses quatre fils en otages, et reste leur allié en 657, quand Hamazasp IV Mamikonian, devenu entre-temps prince d'Arménie, se tourne vers Byzance.